# 寬弘
寬弘（1004年8月8日~1013年2月8日）是日本的年號之一，指的是長保之後、長和之前，1004年到1013年這段期間。這個時代的天皇是一條天皇與三條天皇。

## 改元
- 長保六年七月二十日（1004年8月8日） 改元寬弘
- 寬弘九年十二月二十五日（1013年2月8日） 改元長和

## 出處
《漢書卷九·元帝本紀·贊》：「……寬弘盡下，出於恭儉，號令溫雅，有古之風烈」。

## 大事記
- 寬弘初年：以花山法皇為中心，編成《拾遺和歌集》。
- 寬弘二年：藤原伊周首開先例，被封為准大臣（大臣之下、大納言之上的待遇）。
- 寬弘八年六月十三日：一條天皇讓位給三條天皇。
- 此時為王朝宮廷文學最盛時期，以「好文之賢皇」一條天皇的宮廷為中心，出現著名的才女如紫式部、和泉式部、赤染衛門等人，而男性官員裡也出現不少文筆優秀的人士。

## 紀年、干支、西曆對照表
| 寬弘 | 元年   | 二年   | 三年   | 四年   | 五年   | 六年   | 七年   | 八年   | 九年   |
| 公元 | 1004年 | 1005年 | 1006年 | 1007年 | 1008年 | 1009年 | 1010年 | 1011年 | 1012年 |
| 干支 | 甲辰   | 乙巳   | 丙午   | 丁未   | 戊申   | 己酉   | 庚戌   | 辛亥   | 壬子   |